# The Gallopin' Gaucho
The Gallopin' Gaucho va ser el segon curtmetratge protagonitzat per Mickey Mouse que va produir Walt Disney. The Walt Disney Company no va aconseguir, tanmateix, trobar un distribuïdor per la pel·lícula, que es va estrenar després de l'èxit del tercer curt del personatge, Steamboat Willie, el 30 de desembre de 1928. Per aquest motiu, encara que va ser el segon curtmetratge de Mickey Mouse quant a la seva producció, va ser el tercer en ser estrenat.
Tant Mickey com la seua xicota Minnie havien aparegut ja en el primer curt de la sèrie, Plane Crazy, que es va estrenar el 15 de maig de 1928 i no va obtenir l'èxit esperat. Disney i Iwerks van tornar a intentar captar l'interès de l'audiència amb una nova pel·lícula sobre els mateixos personatges, The Gallopin' Gaucho. L'animació del film va córrer exclusivament a càrrec d'Iwerks.
The Gallopin' Gaucho és una paròdia d'una pel·lícula de Douglas Fairbanks, titulada The Gaucho, estrenada poc abans, el 21 de novembre de 1927. L'acció es desenvolupa a la Pampa argentina, i Mickey fa el paper de gautxo.
El protagonista munta un nyandú en lloc d'un cavall (encara que de vegades es diu que és un estruç). Arriba al bar i restaurant Cantino Argentino, aparentment per relaxar-se prenent una copa i fumant. Al restaurant es troba la cambrera i ballarina Minnie Mouse i un parroquià, que no és cap altre que Pete, presentat com un malfactor. El paper de dolent de Pete havia quedat ja establert en les sèries de les Alice Comedies i Oswald el conill afortunat. Aquest curt, tanmateix, representa el seu primer encontre amb Mickey i Minnie. Els dos últims semblen no conèixer-se, encara que ambdós havien aparegut junts ja en Plane Crazy.
Minnie balla un tango i els dos personatges masculins es barallen per ella. Pete intenta cuitar el final de la baralla raptant Minnie, i emportant-se-la en el seu cavall, però Mickey el segueix a lloms del seu nyandú i ràpidament es posa a la seua altura. Mickey i Pete entaulen llavors un duel a espasa, de la qual el primer surt victoriós, rescatant la damisel·la en conflictes. El curt acaba amb la imatge de Mickey i Minnie, a lloms del nyandú, perdent-se en l'horitzó.
En entrevistes posteriors, Iwerks comentaria que en The Gallopin' Gaucho pretenia presentar Mickey com un espadatxí aventurer, semblant als personatges que solia representar en el cinema Douglas Fairbanks. Les personalitats tant de Mickey com de Minnie són, tanmateix, molt diferents de com arribarien a ser en anys posteriors. Mickey és encara un personatge molt semblant a Oswald, l'anterior estrella de les produccions Disney, encara que Disney estava treballant ja a donar-li una personalitat pròpia.
Com a resultat d'aquests treball, es va crear el següent curtmetratge de Mickey, Steamboat Willie, en què apareixien els mateixos tres personatges de The Gallopin' Gaucho, i que va ser un gran èxit, en gran manera perquè incorporava per primera vegada el so. Després de l'èxit de Steamboat Willie, The Gallopin' Gaucho es va estrenar per fi, amb so afegit, i es va convertir també un èxit.